# الحصن البيزنطي في هنشير الماترية
الحصن البيزنطي هو معلم أثري تونسي مصنف من قبل المعهد الوطني للتراث يقع في ولاية باجة في الشمال الغربي التونسي، تحديدا في هنشير الماترية تم تصنيف المعلم في يوم 23 ديسمبر 1891.

## مقالات ذات صلة
- قائمة المعالم الأثرية المصنفة في تونس